# Jan Smit (1884-1952)
Jan Smit (Gouda, 26 oktober 1884 – aldaar, 5 juni 1952) was een Nederlandse advocaat en procureur, wiskundige en historicus.

## Leven en werk
Smit werd in 1884 in Gouda geboren als zoon van de koopman Jan Smit en Cornelia Wilhelmina van der Kraats. Na de HBS-opleiding in zijn geboortestad te hebben gevolgd studeerde hij wis- en natuurkunde aan de Universiteit Utrecht. Hij behaalde zijn doctoraalexamen in 1912 cum laude en ging werken als docent wis- en natuurkunde in Tilburg. Zijn loopbaan in het onderwijs werd na de Eerste Wereldoorlog voortgezet in Rotterdam. In 1920 promoveerde hij in Utrecht op een proefschrift getiteld "Een afbeelding van het cirkelveld op de puntenruimte". In 1925 besloot hij om zijn loopbaan in het onderwijs te beëindigen en ging vervolgens aan de Universiteit Leiden rechten studeren. Na het behalen van zijn meesterstitel in 1928 vestigde hij zich als advocaat en procureur in Gouda.

### Militaire carrière
Naast zijn maatschappelijke loopbaan was Smit ook militair. Hij werd in 1902 vaandrig, in 1906 tweede luitenant, in 1910 eerste luitenant en in 1924 kapitein. In 1935 volgde zijn benoeming tot majoor en in 1939 werd hij in de mobilisatieperiode bevorderd tot overste. In de periode voor de Tweede Wereldoorlog fungeerde hij tevens als commandant van de Goudse burgerwacht. In 1946 kreeg hij eervol ontslag uit de militaire dienst.
Smit ontving vanwege in 1951 vanwege zijn optreden als commandant tijdens de gevechten op de Grebbeberg in 1940 de Bronzen Leeuw, die hem werd overhandigd door prins Bernhard.

### Tijdens de Tweede Wereldoorlog
Smit was lid van de Ordedienst, een illegale organisatie. Hij werd tijdens de Tweede Wereldoorlog tweemaal door de Duitsers gearresteerd. In 1942 zat hij acht maanden gevangen in het Oranjehotel in Scheveningen en vijf weken in Kamp Amersfoort in afwachting van doorzending naar Duitsland. Hij kwam echter vrij. In 1944 werd hij gedurende een maand in gijzeling gehouden in het voormalige Joods Tehuis, in Gebouw De Haven aan de Oosthaven te Gouda.
Als dank voor zijn hulp aan Joodse landgenoten tijdens de Tweede Wereldoorlog werden na zijn overlijden 67 bomen (voor ieder levensjaar één boom) geplant in Israël.

### Historicus
Smit was een van de oprichters in 1932 van de oudheidkundige kring Die Gouda en werd de eerste voorzitter. Hij vervulde een bestuurlijke rol bij de Stedelijke Museum van Oudheden en was lid van het College van Librijemeesters. Zijn belangrijkste werk op historisch gebied was een reeks van 147 artikelen, die hij wijdde aan het dagboek van de Goudse Oranjegezinde regent Willem Frederiksz van der Hoeve. Deze reeks werd voor de Tweede Wereldoorlog gepubliceerd in de Goudsche Courant en verscheen in 1957 onder de titel Een regentendagboek uit de achttiende eeuw, een 879 pagina's tellend werk. Daarnaast verschenen van zijn hand tientallen artikelen over allerlei historische zaken in relatie tot Gouda.
Smit was gehuwd. Hij overleed in 1952 op 67-jarige leeftijd in zijn woonplaats Gouda.
- Digitale Bibliotheek voor de Nederlandse Letteren: smit072
- International Standard Name Identifier: 0000 0000 7719 6356
- Library of Congress Control Number: no2010024717
- Mathematics Genealogy Project: 113335
- Nederlandse Thesaurus van Auteursnamen: 273431471
- Virtual International Authority File: 107423993